# Chester Creek (Alaska)
Der Chester Creek ist eines von mehreren Gewässern, die durch die Stadt Anchorage, Alaska, fließen. Er fließt auf einer Länge von 34 Kilometern von den Chugach Mountains zum Knik Arm des Cook Inlet.
Der Bach verbindet eine Reihe von Parks, Freiflächen und Seen zu einem Grünzug, der sich von Osten nach Westen durch die Stadt zieht. Ein gepflasterter Weg folgt dem Bach auf einem Teil seines Verlaufs durch die Gebiete von Goose Lake bis zur Westchester-Lagune.
Das Einzugsgebiet des Chester Creek umfasst ungefähr den größten Teil der alten Stadt Anchorage.

## Geschichte
Vor den englischsprachigen Siedlern bewohnten die Dena'ina das Gebiet und waren dafür bekannt, dass sie Chanshtnu – oder „Grass Creek“ – als Lachsfanglager nutzten. Das Wort Chanstnu wurde später in Chester umgeschrieben, wovon sich der heutige Name ableitete.
Die den Bach umgebenden Gebiete wurden erschlossen, als sich Anchorage in der ersten Hälfte des 20. Jahrhunderts nach Osten ausdehnte, wobei einige Teile auch als Grünflächen ausgewiesen wurden. Im Rahmen des Wiederaufbaus nach dem Karfreitagsbeben 1964 in Alaska wurden 1971 bestehende Parks mit neu angelegten zusammengelegt, um Russian Jack Springs mit Cook Inlet zu verbinden, wodurch einer der ältesten städtischen Grüngürtel des Landes entstand. Zu diesem Grüngürtel gehörte auch ein Gebiet rund um die Mündung des Baches, das sich während des Erdbebens abgesenkt hatte, so dass es bei Flut teilweise überschwemmt wurde. Durch den Bau eines dauerhaften Dammes wurde dieses Gebiet geflutet und zur Westchester-Lagune umgestaltet, während das übrige Gebiet als Parklandschaft saniert wurde.

## Wasserscheide
Das Einzugsgebiet des Chester Creek umfasst eine Reihe von Nebenflüssen, sieben Abflüsse mit jeweils eigenem Oberlauf, die Westchester-Lagunr, den Hilstrand-Teich, das Baxter-Moor und mehrere Seen (einschließlich Mosquito Lake, University Lake, Reflection Lake und Cheney Lake). Es gibt drei Gabelungen, von denen die größte die South Fork ist:
- Das Quellgebiet der South Fork entspringt in den Chugach Mountains und umfasst ein weites Gebiet innerhalb von Fort Richardson der Joint Base Elmendorf-Richardson östlich der Muldoon Road. Er fließt in westlicher Richtung durch ein Wohngebiet zum University Lake (eine alte Kiesgrube), zum Campus des Providence Hospitals und zum Campus der University of Alaska, bevor er sich in der Nähe des Goose Lakes mit dem Middle Fork vereinigt.
- Die Middle Fork entspringt bei Russian Jack Springs. Ihr Einzugsgebiet umfasst den Goose Lake und Wohngebiete im Nordosten von Anchorage.
- Die kurze North Fork, deren natürlicher Verlauf durch die Bebauung verändert wurde, entspringt heute in der Nähe des Merrill Field an der Ecke 15th Avenue/Lake Otis Parkway. Ihr Einzugsgebiet umfasst das Gebiet um das Alaska Regional Hospital, die Northway Mall und Teile von Mountain View.

Der Lower Chester Creek entsteht aus dem Zusammenfluss von North und South Fork und fließt weiter bis zum Auslass der Westchester-Lagune, wo er in den Knik Arm mündet.
Das Einzugsgebiet des Chester Creeks grenzt im Norden an das Einzugsgebiet des Ship Creek und im Süden an das des Fish Creeks und des Campbell Creeks.

## Chester Creek Trail

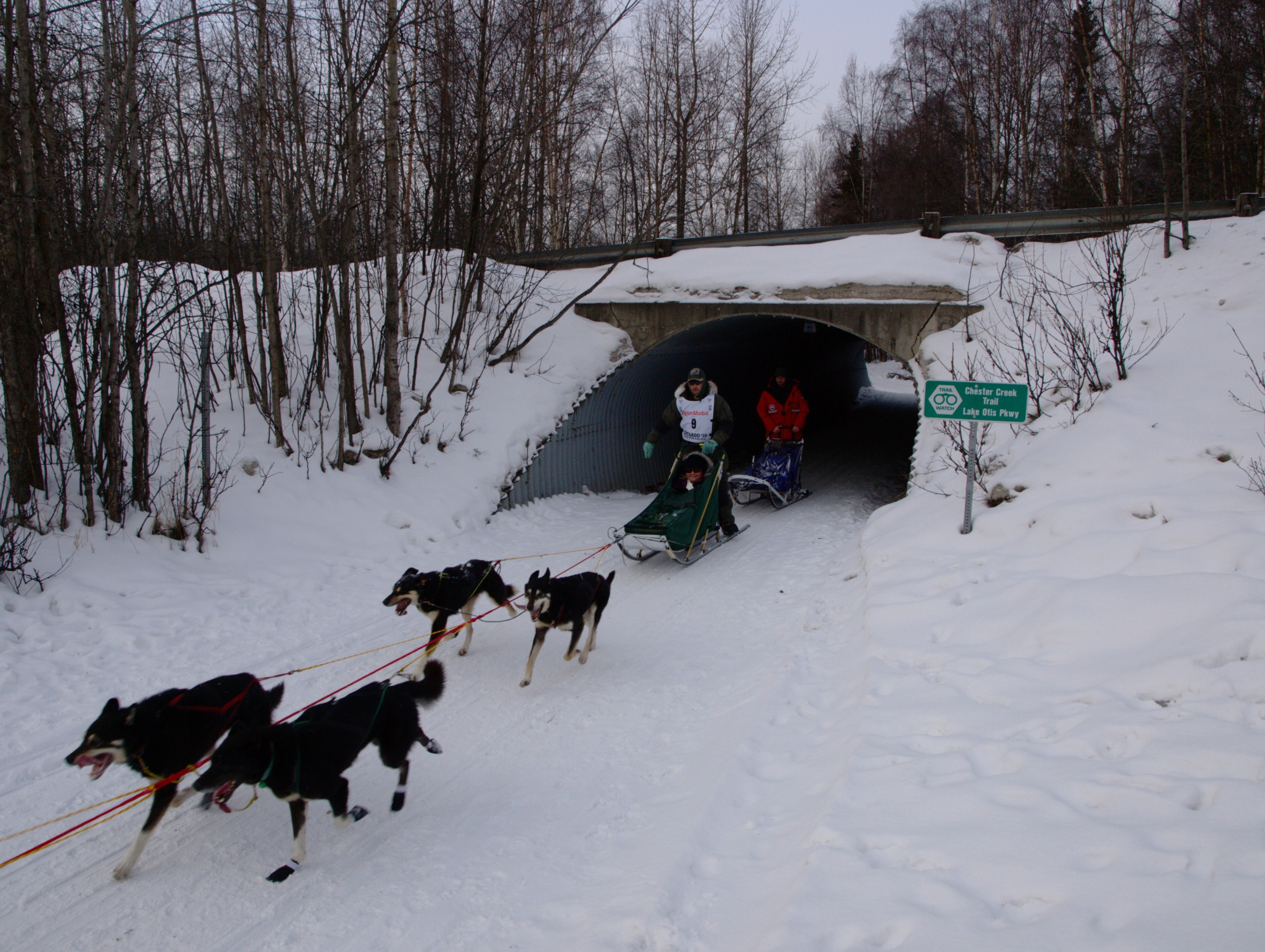
Chester Creek Trail im Winter

Wie die Ausweisung als Grüngürtel wurde auch die Entwicklung des Weges zu einem integrierten Bewegungs- und Verkehrsweg von engagierten Bürgern vorangetrieben. Lanie Fleischer organisierte 1972 mit einer Gruppe anderer Bürger von Anchorage das Anchorage Bike Committee. Nach einem erfolgreichen „Bike In“, an dem rund 300 Einwohner teilnahmen, begannen die Stadtplaner 1973 mit der Einrichtung eines Fußgängerwegs entlang dem Chester Creek. Dies war der erste eines Netzes von Mehrzweckwegen in der Stadt.
Der 1994 in Lanie Fleischer Chester Creek Trail umbenannte, vier Meilen lange Weg ist im Sommer bei Radfahrern und im Winter bei Skifahrern beliebt. Ein umfassendes, auf drei Jahre angelegtes Projekt zur Verbesserung des Weges, dessen Kosten auf 3,2 Millionen US-Dollar geschätzt werden, begann 2012.
Im Sommer 2015 wurde der Pfad zum Gegenstand einer einwöchigen Interaktion zwischen einer Gruppe von Künstlern und Nutzern des Pfades. Das Projekt mit dem Titel „Seeking the Source“ (Suche nach der Quelle) hatte zum Ziel herauszufinden, welche Erfahrungen und Erinnerungen die Bewohner von Anchorage mit dem Pfad hatten und welche Rolle er bei der Wahrnehmung der lokalen Geografie, der Tierwelt und der Gemeinschaft spielt.

## Tierwelt
Der Bach beherbergt eine vielfältige Flora und Fauna, darunter wandernde Fische, große Säugetiere wie Elche und Bären sowie Wildvögel, die sich in und an den verschiedenen Seen aufhalten.
In den 1970er Jahren wurde der ursprüngliche, frei fließende Abfluss des Bachs durch den Bau des Damms und des Auslassbauwerks, das die Westchester-Lagune bildet, verändert. Diese Veränderung und spätere Änderungen hatten zur Folge, dass der Silberlachs und Dolly-Varden-Forellen nicht mehr ohne weiteres in den Bach gelangen konnten.
Nach Änderungen am Dammauslass im Jahr 2009, die die Durchgängigkeit für Fische verbessern sollten, stieg die Zahl von Silber- und Buckellachsen, die in den Bach gelangen, drastisch an. 2013 wurden mehr als 2000 Fische gezählt, im Vergleich zu weniger als 500 im Jahr 2008. Es gibt auch Bemühungen, den Bach als Lebensraum für diese Lachsarten durch gemeinsame Arbeiten des United States Fish and Wildlife Service und des Anchorage Office of Fish and Game wiederzubeleben.
Es gibt einen großen Lebensraum für Elche, der Teile des Bachs einschließt. Um diese Tiere besser zu versorgen, werden Anstrengungen unternommen, die Gewöhnlichen Traubenkirschen auszurotten, die zwar attraktiv sind, aber keine nützliche Nahrungsquelle für die Tiere darstellen.

## Hydrologie
Der Abfluss des Chester Creek wird seit 1966 von der United States Geological Survey gemessen. Der Pegel in der Nähe der Brücke über den Arctic Boulevard erfasst 90 % des Wassereinzugsgebiets, d. h. 71 km² der insgesamt 79 km².
Der mittlere Durchfluss zwischen 1966 und 2013 betrug 0,60 m³/s, wobei der niedrigste Tagesdurchfluss im Februar 1975 mit 0,045 m³/s gemessen wurde. Der höchste Pegel des Baches wurde im September 2012 mit einer Höhe von 1,8 m am Pegel gemessen, was einem Durchfluss von 12,9 m³/s entspricht.